# Lopheros mamaevi
Lopheros mamaevi es una especie de escarabajo perteneciente del género Lopheros y a la familia de los escarabajos de alas rojas. El escarabajo es poco frecuente pero se ha descrito principalmente distribuido en Rusia.